# مملكة كانديا
مملكة كانديا (بالإيطالية: Regno di Candia) أو دوقية كانديا (بالإيطالية: Ducato di Candia)، هو الاسم الرسمي لجزيرة كريت خلال فترة كونها مستعمرة ما وراء البحار تابعة لجمهورية البندقية، منذ الفتح الأول للبندقية في 1205-1212 حتى سقوطها على يد الإمبراطورية العثمانية خلال حرب كريت (1645–1669). عُرفت الجزيرة آنذاك وحتى العصر الحديث المبكر باسم كانديا، على اسم عاصمتها كانديا أو شانداكس (كاندية الحديثة). في التأريخ اليوناني الحديث، تُعرف الفترة باسم الفينيوقراطية.
شكلت جزيرة كريت جزءًا من الإمبراطورية البيزنطية حتى عام 1204، حين حلّت الحملة الصليبية الرابعة الإمبراطورية وقسمت أراضيها بين القادة الصليبيين. أُعطيت كريت في البداية إلى بونيفاس مركيز مونتفرات ولكنه لم يتمكن من فرض سيطرته على الجزيرة، وسرعان ما باع حقوقه إلى البندقية. احتلت قوات البندقية الجزيرة لأول مرة في عام 1205، لكن استغرقهم الأمر حتى 1212 حتى سيطروا عليها كلها، خاصة بوجود معارضة جمهورية جنوة، خصم البندقية. بعد ذلك، تشكلت المستعمرة الجديدة، قسِّمت الجزيرة إلى ست مقاطعات (أسداس) سميت باسم تقسيمات مدينة البندقية نفسها، في حين تبعت العاصمة كانديا مباشرة لحكومة البندقية. أصبحت جزيرتا تينوس وكيثيرا، اللتين كانت أيضًا تحت سيطرة البندقية، ضمن أراضي المملكة. في أوائل القرن الرابع عشر، استبدل بهذا التقسيم أربع مقاطعات، مطابقة تقريبًا للمقاطعات الأربعة الحديثة.
خلال أول قرنين من حكم البندقية، تكررت ثورات السكان الأرثوذكس اليونانيين الأصليين ضد البندقية الكاثوليكية الرومانية، بدعم من إمبراطورية نيقية أغلب الأحيان. حصلت أربعة عشر ثورة بين 1207 والانتفاضة الكبرى الأخيرة، وهي ثورة سانت تيتوس في ستينيات القرن الرابع عشر، التي وحدت اليونانيين ومستعمرات البندقية ضد الإجراءات المالية للعاصمة. بعد ذلك، وعلى الرغم من الثورات المتقطعة والغارات التركية، ازدهرت الجزيرة إلى حد كبير، وفتح حكم البندقية نافذة على عصر النهضة الإيطالية الجارية. نتيجة لذلك، حدث إحياء فني وأدبي لا مثيل له في أي مكان آخر في العالم اليوناني، تمثل ذلك في المدرسة الكريتية للرسم التي بلغت أوجها في أعمال إل غريكو، وتوحيد الأشكال الإيطالية والبيزنطية، وظهر أدب ذائع الصيت باستخدام أسلوب التعبير المحلي وبلغ ذروته مع رومانسيتي (روايتي) أيروتوكريتوس وإيروفيل في أوائل القرن السابع عشر.
بعد الفتح العثماني لقبرص عام 1571، كانت كريت آخر الأملاك الرئيسية للبندقية وراء البحار. جذب الضعف العسكري النسبي للجمهورية، إلى جانب ثروة الجزيرة وموقعها الاستراتيجي الذي يسيطر على الممرات المائية لشرق البحر المتوسط ، انتباه الدولة العثمانية. في حرب كريت الطويلة والمدمرة (1645-1669)، خاضت الدولتان حربًا للاستيلاء على كريت، وسرعان ما اجتاح العثمانيون معظم الجزيرة، لكنهم فشلوا في الاستيلاء على كانديا، التي صمدت حتى عام 1669، بمساعدة تفوق البندقية البحري والتشتت العثماني في أماكن أخرى. بقيت حصون الجزيرة الثلاثة سودا، غرامفوسا، وسبينالونغا في أيدي البندقية. فشلت محاولات استعادة كانديا خلال حرب موريان، واستولى الأتراك على مواقع البندقية الأخيرة في النهاية عام 1715، خلال الحرب العثمانية البندقية الأخيرة.

## تاريخها

### غزو البندقية
للبندقية تاريخ طويل من الاتصالات التجارية مع جزيرة كريت. كانت الجزيرة واحدة من عدة مدن وجزر في أنحاء اليونان تمتع فيها البندقيون بتجارة معفاة من الضرائب بفضل الختم الذهبي الإمبراطوري المتكرر، بدءًا من عام 1147 (مدونًا بدوره ممارسة تعود إلى حوالي عام 1130) وعُزز في وقت متأخر من 1198 في معاهدة مع ألكسيوس الثالث أنجيلوس. خُصصت هذه المواقع نفسها لجمهورية البندقية عند تقسيم الإمبراطورية البيزنطية عقب استيلاء الحملة الصليبية الرابعة على القسطنطينية في أبريل 1204. بالإضافة إلى الجزر الأيونية وجزر الخليج الساروني وجزر سيكلادس، حصلت البندقية على العديد من المواقع الساحلية في البر الرئيسي لليونان كقواعد لتجارتها البحرية. أخيرًا، في 12 أغسطس 1204، سبق البندقيون منافسيهم التقليديين، الجنويين، وحصلوا على كريت من بونيفاس مركيز مونتفرات. وعد ألكسيوس الرابع أنجيلوس المركيز بونيفاس بالجزيرة، ولكن نظرًا لقلة استفادته منها، باعها مقابل 1000 مارك فضي، وجزء سنوي من إيرادات الجزيرة التي بلغ إجماليها 10,000 هايبيرون، وتعهد البندقية بدعمها لسيطرته على مملكة سالونيك. أصبحت مكاسب البندقية رسمية وفق تقسيم رومانيا بعد بضعة أسابيع.
وضعت البندقية جيشًا صغيرًا في جزيرة سبينالونغا البعيدة عن الشاطئ لتعزيز نفوذها. ولكن، تحرك الجنويون، الذين كانت لديهم مستعمرة في كريت، بسرعة أكبر بقيادة كونت مالطا إنريكو بيسكاتور، وتمتعوا بدعم السكان المحليين، وسرعان ما أصبحوا سادة على الأجزاء الشرقية والوسطى من الجزيرة. صُدَّ أول هجوم من البندقية في صيف 1207 والذي كان بقيادة رانييري داندولو وروجييرو بريمارينو، وحكم بيسكاتور الجزيرة بأكملها على مدى العامين التاليين باستثناء عدد قليل من حاميات البندقية المعزولة. وصل الأمر ببيسكاتور إلى مناشدة البابا، وحاول أن يتوج نفسه ملكًا على الجزيرة. لكن، في حين كانت البندقية مصممة على الاستيلاء على الجزيرة، تركت جهورية جنوة بيسكاتور دون دعم. في عام 1209، تمكن البندقيون من الاستيلاء على بالايوكاسترو بالقرب من كانديا (تشانداكس باليونانية، كاندية الحديثة)، ولكن استغرقهم الأمر حتى عام 1212 لطرد بيسكاتور من الجزيرة، وصمد ملازمه، ألامانو دا كوستا، لفترة أطول. انتهت الحرب مع جنوة في 11 مايو 1217 بمعاهدة تركت كريت آمنة في أيدي البندقية.